# Iberosiro
Genre
Iberosiro est un genre d'opilions cyphophthalmes de la famille des Sironidae.

## Distribution
Les espèces de ce genre se rencontrent au Portugal et en Espagne.

## Liste des espèces
Selon World Catalogue of Opiliones (12/04/2021) :
- Iberosiro distylos de Bivort & Giribet, 2004
- Iberosiro rosae Giribet, Merino-Sáinz & Benavides, 2017

## Publication originale
- de Bivort & Giribet, 2004 : « A new genus of cyphophthalmid from the Iberian Peninsula with a phylogenetic analysis of the Sironidae (Arachnida: Opiliones: Cyphophthalmi) and a SEM database of external morphology. » Invertebrate Systematics, vol. 18, 1, p. 7-52 (texte intégral).